# Herb gminy Pysznica
Herb gminy Pysznica – jeden z symboli gminy Pysznica.

## Wygląd i symbolika
Herb przedstawia na tarczy dzielonej w słup złotą koronę, łączącą oba pola (nawiązanie do dawnej królewszczyzny), w polu lewym na zielonym polu (symbol lasów gminy) czarną chochlę do pobierania próbek surówki oraz czarne szczypce kowalskie (nawiązanie do tradycji hutniczych), natomiast w polu prawym na czerwonym polu postać wspiętego srebrnego gryfa (herb Studzieńskich).